# Jung Soon-ok
Jung Soon-ok (Hangŭl: 정순옥, hanja: 鄭順玉; 23 aprile 1983) è una lunghista sudcoreana.

## Record nazionali
- Salto in lungo: 6,76 m ( Taegu, 4 giugno 2009)
- Salto in lungo indoor: 6,09 m ( Flagstaff, 19 febbraio 2016)

## Palmarès
| Anno | Manifestazione               | Sede        | Evento         | Risultato | Prestazione | Note                                     |
| ---- | ---------------------------- | ----------- | -------------- | --------- | ----------- | ---------------------------------------- |
| 2001 | Campionati asiatici juniores | Brunei Town | Salto in lungo | Argento   | 5,84 m      |                                          |
| 2002 | Mondiali juniores            | Kingston    | Salto in lungo | 19ª (q)   | 5,89 m      |                                          |
| 2003 | Universiadi                  | Taegu       | Salto in lungo | 15ª (q)   | 5,96 m      |                                          |
| 2005 | Universiadi                  | Smirne      | Salto in lungo | 17ª (q)   | 6,08 m      |                                          |
| 2005 | Campionati asiatici          | Incheon     | Salto in lungo | 9ª        | 6,33 m      |                                          |
| 2005 | Giochi dell'Asia orientale   | Macao       | Salto in lungo | Argento   | 6,31 m      |                                          |
| 2006 | Giochi asiatici              | Doha        | Salto in lungo | 5ª        | 6,26 m      |                                          |
| 2007 | Universiadi                  | Bangkok     | Salto in lungo | 4ª        | 6,50 m      |                                          |
| 2007 | Universiadi                  | Bangkok     | 100 m piani    | dnf       | dnf         |                                          |
| 2007 | Campionati asiatici          | Amman       | Salto in lungo | Bronzo    | 6,60 m      |                                          |
| 2007 | Mondiali                     | Osaka       | Salto in lungo | 22ª (q)   | 6,45 m      |                                          |
| 2008 | Giochi olimpici              | Pechino     | Salto in lungo | 28ª (q)   | 6,33 m      |                                          |
| 2009 | Mondiali                     | Berlino     | Salto in lungo | 13ª (q)   | 6,49 m      |                                          |
| 2010 | Giochi asiatici              | Canton      | Salto in lungo | Oro       | 6,53 m      |                                          |
| 2011 | Campionati asiatici          | Kōbe        | Salto in lungo | 10ª       | 6,12 m      |                                          |
| 2011 | Mondiali                     | Taegu       | Salto in lungo | 29ª (q)   | 6,18 m      | Miglior prestazione personale stagionale |
| 2013 | Campionati asiatici          | Pune        | Salto in lungo | 7ª        | 6,02 m      |                                          |
| 2014 | Giochi asiatici              | Incheon     | Salto in lungo | 4ª        | 6,34 m      |                                          |
| 2015 | Campionati asiatici          | Wuhan       | Salto in lungo | Argento   | 6,47 m      |                                          |